# Segell de Carolina del Sud
El Gran Segell de l'Estat de Carolina del Sud va ser adoptada el 1776, sent aquest el principal emblema de Carolina del Sud.

## Descripció
El segell està format per dues àrees el·líptiques, vinculades per branques de palma.

### Oval de l'esquerra
La imatge de l'esquerra està dominada per un arbre de palmera nana americana i un altre arbre caigut i esmicolat. Aquesta imatge representa la batalla del 28 de juny de 1776, entre els defensors de la fortalesa inacabada de l'illa de Sullivan, i la flota britànica. Per descomptat, l'arbre en peu representa els defensors victoriosos, i l'arbre caigut a la flota britànica. Unides a la palmera, amb el lema "Quix separabit?" (Qui [ens] separarà?), Hi ha 12 llances que representen els primers 12 estats de la Unió. Al voltant de la imatge, a la part superior, i s'hi pot llegir «South Carolina» (Carolina del Sud), i a sota, «animis Opibusque Parati» "(Preparats de ment i recursos).

### Oval de la dreta
L'altra imatge al segell representa a una dona caminant per la platja, que està minada d'armes. La dona, que simbolitza l'Esperança, porta una branca de llorer mentre el sol surt darrere d'ella. Per sota de la imatge apareix la paraula «Spes» (Esperança), i sobre la imatge el lema «Dum Spiro Spero» (mentre hi ha vida, hi ha esperança).

## Altres Segells del Govern de Carolina del Sud

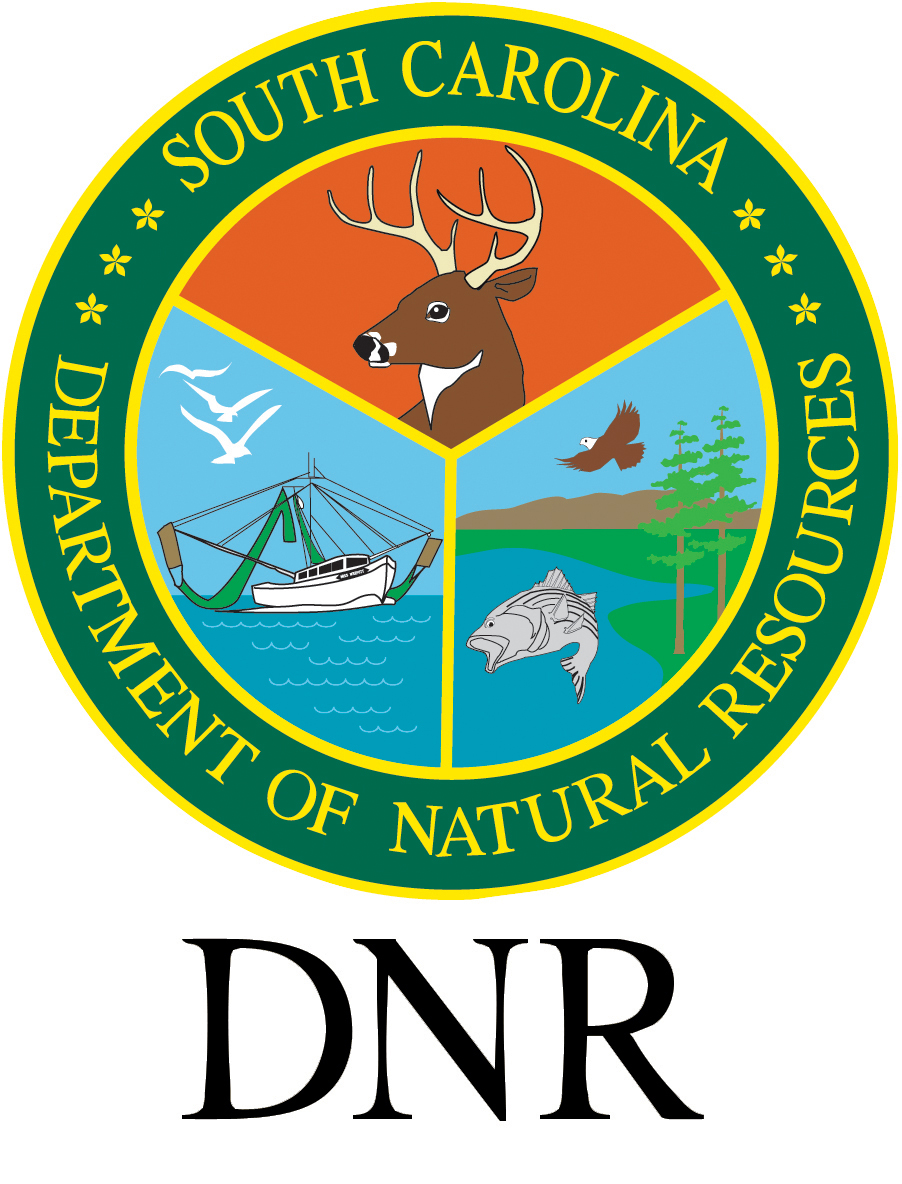
Segell del Departament de Recursos Naturals (South Carolina Department of Natural Resources).
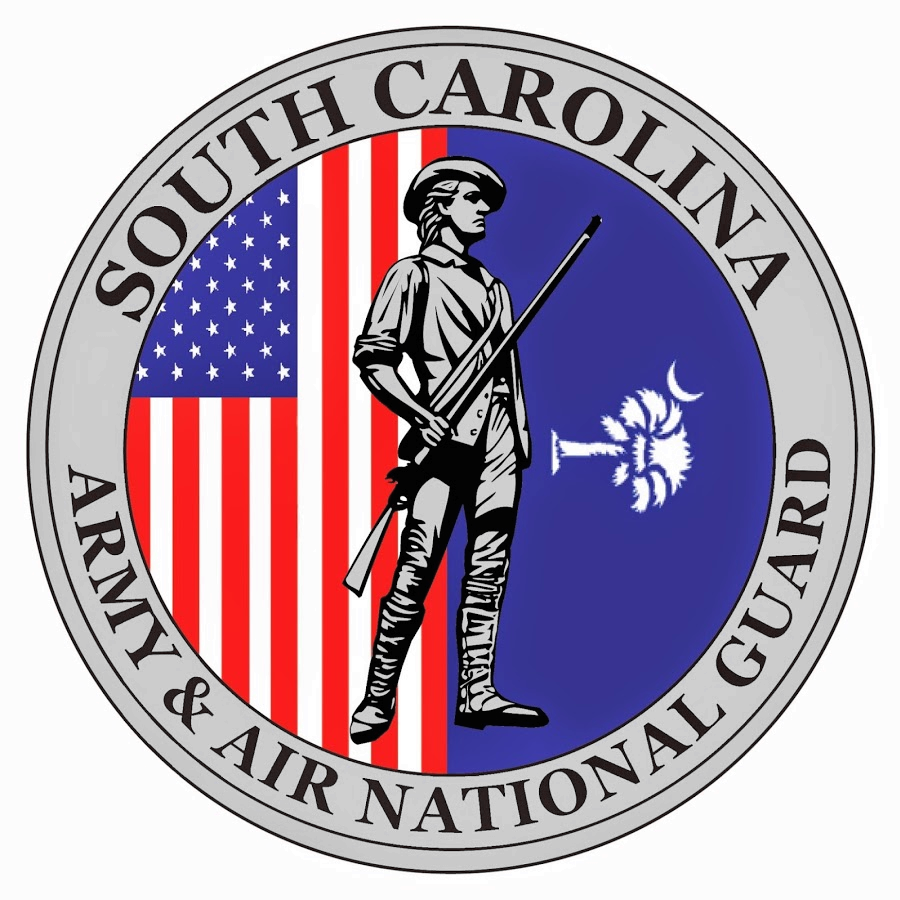
Segell de la Guàrdia Nacional de Carolina del Sud (South Carolina National Guard).